# 中村裕之
中村 裕之（なかむら ひろゆき、1961年2月23日 - ）は、日本の政治家。自由民主党所属の衆議院議員（5期）、衆議院文部科学委員長。
農林水産副大臣、文部科学大臣政務官、衆議院原子力問題調査特別委員長、北海道議会議員（3期）、自由民主党北海道支部連合会長などを歴任。

## 経歴
北海道余市郡余市町出身。北海道小樽潮陵高等学校、北海学園大学経済学部を卒業し、北海道庁総務部札幌北道税事務所に勤務。
1989年から中村建設株式会社に入社し、1993年より代表取締役に就任。北海道PTA連合会会長、日本PTA全国協議会副会長、（社）日本青年会議所道南ブロック会長等を務めた。
2003年、当時の北海道4区選出の衆議院議員である佐藤静雄の影響を受け、北海道議会議員（後志管内）へ出馬し、トップ当選。その後、3期連続で当選した。
2012年の第46回衆議院議員総選挙で、北海道4区（札幌市手稲区・後志管内）から自由民主党公認で出馬。民主党の元経済産業大臣の鉢呂吉雄に比例復活を許さず、初当選を果たした。
2014年の第47回衆議院議員総選挙でも、鉢呂に比例復活を許さず、2選。
2017年の第48回衆議院議員総選挙では、立憲民主党の本多平直と希望の党の高橋美穂を破り、3選（本多は比例復活）。
2018年の第4次安倍改造内閣で文部科学政務官に就任
。就任後は幼児教育の無償化、公立小中学校に対する1人1台のパソコン・タブレットの支給実現に取り組んだ。
2021年9月29日に行われた自民党総裁選挙では、自身と同じ麻生派所属の河野太郎で無く、積極的な財政出動で景気浮揚と国土強靱を目指す高市早苗の支持を表明。
同年10月に発足した第1次岸田内閣で農林水産副大臣に就任。就任後は東北地方を中心に発生した鳥インフルエンザの対応を行った。
同年10月13日、第49回衆議院議員総選挙で日本共産党は立憲民主党と競合する22の選挙区で候補者取り下げを発表。北海道4区も共産党小樽地区委員会副委員長の松井真美子が立候補を見送った。この結果、中村は不適切発言で辞職した本多平直の後任候補となった立憲民主党の大築紅葉と一騎打ちとなった。選挙期間中、中村の応援演説に駆けつけた麻生太郎が「温暖化で北海道の米がうまくなった」等と発言したことが物議を醸し、開票日（10月31日）直前は大築に先行を許したとの報道もあったが、696票差で大築を上回り、4選（大築は比例復活で初当選）。
2023年6月、LGBT理解増進法案に党議拘束を行わないよう代議士会で発言し、法案修正のきっかけとなった。
同年6月18日、自由民主党北海道支部連合会（以下、道連）会長に選出。任期中に判明した長谷川岳のパワーハラスメントへの対応として、長谷川の問題行動を公表し、当人へ再発防止の申し入れを行った。
同年10月、中村が2022年より共同代表を務める責任ある積極財政を推進する議員連盟は、消費税率を時限的に5%に引き下げる検討を求めることを柱とする提言を決定し、政府側へ提言を手交した。提言に際し、中村は政府が検討していた減税措置について「企業に偏っている。物価高に苦しんでいる生活者に減税の実感が伝わる形をとってほしい」と主張したことが報道された。
2024年9月12日、自民党総裁選挙が告示され、9人が立候補した。その際も中村は同じ麻生派の河野太郎ではなく、高市早苗の推薦人に名を連ねた。なお、北海道選出の自民党所属の国会議員で、告示時に高市の支持を表明したのは中村のみだった。高市を推薦した理由として「国家感と財政運営が積極的だと。科学技術にも若者にも投資しようと考えているので、そこで決めました」と述べた。投票前日の9月26日、麻生派幹部6名は、決選投票に高市早苗が残った場合は高市を支持する方針を決定し、会長の麻生太郎が河野など他陣営を支援した派閥メンバーへ「1回目の投票から高市に入れろ」と指示したことが報道された。9月27日総裁選の1回目の議員投票で、高市は報道各社の事前調査を大きく上回る72票を獲得し、党員数と合わせた票数は1位だった。しかし、決選投票で石破茂に敗れた。中村は1回目の投票、決選投票、いずれも高市に投じた。
同年10月27日の第50回衆議院議員総選挙においては、政治資金パーティー収入の裏金問題に付随する自民党への逆風に伴い、大築紅葉に7000票余りの差で敗れた。しかしながら、比例北海道ブロックにおいて、惜敗率1位となり、比例復活を果たした。同年11月28日、衆議院文部科学委員長に就任。2025年5月25日、任期満了により道連会長を退任。
総選挙後、道連会長として北海道10区に代わる公明党候補を支援する選挙区の調整にあたり、北海道3区の高木宏壽に比例上位で優遇する代わりに公明党の候補に選挙区を譲ることを提案し、党本部の森山裕幹事長も高木側に打診したものの、高木本人や地元からの反発を受け、2025年5月17日に木原誠二選挙対策委員長が北海道3区で公明党候補を支援する方針を撤回した。その後、道連会長として再協議にあたり、道連会長退任後の同月31日に自身の地盤である北海道4区を公明党候補に譲り、自身は比例北海道ブロックに回る方針を示した。

## 疑惑・不祥事

### IR事業における不適切な資金提供疑惑
統合型リゾート（IR）事業をめぐり、秋元司と共に逮捕された500ドットコムが、2017年9月頃に衆院議員5名へ100万円を渡したと供述し、中村の名前も挙げたため、2019年末に東京地検特捜部の捜査を受けた。捜査で中村は、500ドットコムから資金提供は無く、加森観光代表取締役会長の加森公人から200万円の寄付があり、うち100万円を自身のセミナー講師として来た岩屋毅に寄付し、収支報告書上にも明記していると説明した。2020年2月3日、東京地検特捜部は秋元を追起訴としたが、中村・岩屋の立件は見送った。

### 政務三役在任中の規範違反
政務三役在任中は報酬の有無を問わず、営利企業の兼職は禁止だが、農林水産副大臣在任中、地元の石油販売会社の会長を兼職した状況にあったことが2023年7月3日公表の所得報告書で判明した。中村の事務所は登記手続きにミスがあったとし、「報酬の支払いが停止されたので、登記手続きも当然行われたと思っていた。しっかり確認すべきだった」とコメントした。

### 安倍晋三銃撃事件以前の統一教会との接触
- 2014年12月の総選挙後の同月21日、世界平和統一家庭連合（統一教会）関係者が立ち上げた「裕世会」幹部らと面会した。中村は統一教会の北海道幹部を務めた人物との写真をブログに載せ、「献身的に応援して下さった皆様です」とコメントを添えた[42]。
- 2021年6月11日、統一教会の関連団体「天宙平和連合」が創設した世界平和国会議員連合の議員連盟「日本・世界平和議員連合懇談会」の総会に、中村ら国会議員20名が出席し[43][44]、団体は同年10月の衆院選で出席者の支援を行った[43]。翌年6月13日の総会でも、中村の出席が確認された[45]。
- 2022年8月、安倍晋三銃撃事件後に北海道新聞から統一教会との接触に関するアンケートがあり、中村は「選挙の手伝いを受けた」「関連団体のイベントに出席した」と回答した[46]。

## 政策・主張

### 北海道関連
- 北海道唯一の原子力発電所である泊発電所再稼働に関し、2021年10月の回答では、原子力発電は二酸化炭素を排出しない発電方法で、再生可能エネルギーの発電は電力供給量が不安定だとして、安全性を確認の上で再稼働を容認している[47]。また、2014年のアンケートでも、「原子力規制委員会の審査に合格した原子力発電所は運転を再開すべきだ」との問いに「どちらかと言えば賛成」と回答[48]。
- 寿都町や神恵内村で検討が進む放射性廃棄物処分地を巡る文献調査に関し、2021年10月の回答では、地元の決断を尊重するとし、賛否は示していない[47]。
- JR北海道在来線の維持について、2021年10月の回答として、JR小樽―余市間は利用者数が全道7番目に多いため、維持存続を主張している。また、JR長万部―余市間は、新幹線が通る倶知安町を起点にバス路線を拡充し、バスへ転換を行うべきとしている[47]。その後、JR余市―小樽間は廃止の方向で協議が進んだが[49]、2023年7月に開かれた並行在来線廃止を問題提起するセミナーで、中村は「国土交通省では、2022年7月に地域の将来と利用者の視点に立ったローカル鉄道の在り方に関する提言を発表したが、なぜ道庁はこの発表を待たず廃止の結論を急いだのか」と発言した他、「数値も精査されていなければ、B/Cによる評価もされていない。さらにバス会社との交渉も行っていないため、道庁には不信感でいっぱいだと伝えている」と、北海道庁の姿勢を批判している[50]。
- 銭函駅と南小樽駅のバリアフリー化の推進に参加し、2022年時点の目標として発寒中央駅へのエレベーター設置を掲げている[51]。
- 札樽自動車道の新川インターチェンジの渋滞解消と札幌手稲区の地下鉄延伸に関する意見交換会を実施し、後者においては2024年に札幌市長の秋元克広へ2万8000人分の署名を届ける活動にも参加した[52]。
- 2024年に行われる第50回衆議院議員総選挙前に開かれた道内主要政党公開討論会で、中村は早急に取り組むべきなのは物価高対策だと述べ、電気料やガソリン料の補助継続・生活困窮者への給付金・自治体への地方創生臨時交付金交付を掲げた。また、再生可能エネルギーの国内生産の4割が道内で生産される時代を迎えると述べ、そうしたエネルギーを求める大企業を誘致し、雇用を確保する経済対策を進めるべきと主張した[53]。また、洋上風力発電に関し、有望な区域は北海道には5つあり、そのうちの3つが中村の選挙区内にあるとして、この対応にも関心を示していることが報道された[54]。
- 北海道で最優先で解決すべき課題について、2024年のアンケートで「地方における物流、出産、救急医療等、オンラインで解決できない問題」と回答。また、これを達成する上での取組として、「高速道路のミッシングリンクの解消、北海道新幹線、北本連携の推進等で電力も含めた人と物流の高速化・安定化を進める。医師養成過程から医師偏在対策に取り組み、地域医療の拡充に取り組む」と回答[55]。

### 憲法
- 憲法改正についての各メディアのアンケートの結果は以下のとおり。
  - 2017年 - 朝日新聞社には「賛成」と回答[56]。
  - 2021年 - 朝日新聞社には「賛成」と回答[57]。
  - 2024年 - NHKには「賛成」と回答[58]。
- 改正すべき項目として「自衛隊の保持を明記する」「家族の尊重や家族間の相互扶助に関する条項を新設する」「各都道府県から必ず1人は参議院議員を選出するよう明記する」「緊急事態に関する条項を新設する」と回答[57]。
- 憲法9条への自衛隊の明記について、2021年のアンケートで「賛成」と回答[59]。
- 憲法を改正し緊急事態条項を設けることについて、2021年のアンケートで「賛成」と回答[60]。

### 外交・安全保障
- 安全保障関連法の成立について、2017年のアンケートで「評価する」と回答[56]。
- 「北朝鮮に対しては対話よりも圧力を優先すべきだ」について、2021年のアンケートで「どちらかと言えば賛成」と回答[48]。
- 「日本の防衛力はもっと強化すべきだ」について、2021年のアンケートで「賛成」と回答[48]。
- 「他国からの攻撃が予想される場合には敵基地攻撃もためらうべきではない」との問題提起に対し、2021年のアンケートで「賛成」と回答[57]。

### 教育
- 自民党文部科学部会の部会長だった2023年において、こども家庭庁が「給付と負担のあり方を、社会保障費の歳出削減や負担増も含めて検討する」としたのに対し、中村は「子育てや教育は人への投資。国債を財源とすべき」と主張した[55]。
- 2024年時点で保育料無償化となる年齢などは各自治体で差があるが、これについて中村は「住んでいる町によって差が出るのは良くないから国としても考えていく必要がある。子育てしやすい地域になることが、人口減少対策にもつながっていくと思う」と主張したことが報道された[61]。

### ジェンダー
- 選択的夫婦別姓制度の導入についての各メディアのアンケートの結果は以下のとおり。
  - 2017年 - 朝日新聞社には「どちらとも言えない」と回答[56]。
  - 2021年 - 朝日新聞社には「反対」と回答[57]。
  - 2024年 - NHKには「反対」と回答[58]。

- 同性婚を可能とする法改正についての各メディアのアンケートの結果は以下のとおり。
  - 2017年 - 朝日新聞社には「どちらかといえば反対」と回答[56]。
  - 2021年 - NHKには「どちらかといえば反対」と回答[62]。
  - 2021年 - 毎日新聞社の「同性婚を制度として認めるべきだと考るか」とのアンケートに対し「認めるべきでない」と回答[63]。
  - 2024年 - NHKには「反対」と回答[58]。
- 2021年1月30日、中村ら自民党国会議員有志50人は、47都道府県議会議長のうち同党所属の約40人に、選択的夫婦別姓の導入に賛同する意見書を採択しないよう求める文書を郵送した。一部の地方議員や市民団体は、地方議会の独立性を脅かす行為であると批判した[64][65][66][67][68]。
- 2025年2月4日、自民党の議員グループ「保守団結の会」は会合を開き、顧問の高市早苗が講演した。会合に出席した中村ら20人超の議員[注 1]は、旧姓の通称使用の拡大で利便性を高めるべきだとの認識を確認した[70][69][71]。
- 「LGBTなど性的少数者をめぐる理解増進法案を早期に成立させるべきか」との問題提起に対し、2021年のアンケートで「どちらとも言えない」と回答[57]。
- クオータ制の導入について、2021年、2024年のNHKのアンケートで「反対」と回答[62][58]。

### 消費税
- 2012年の公開アンケートにおいて、消費税を2014年4月に8%、2015年10月に10%まで引き上げる法律の成立について「引き上げは必要だが、時期は先送りすべきだ」と回答[72]。
- 2014年の公開アンケートにおいて、「2017年4月に消費税率を10%に引き上げるべきだ」と回答[73]。
- 2017年の公開アンケートにおいて、消費税を2019年10月に10%に引き上げについて「賛成」と回答[74]。
- 新型コロナウイルスを取り巻く状況を踏まえ「消費税0%の検討」を掲げた日本の未来を考える勉強会の副会長を務め、『国民を守るための「真水100兆円」令和2年度第2次補正予算に向けた提言』に賛同している[75]

### その他
- アベノミクスについて、2017年のアンケートで「評価する」と回答[56]。
- 安倍内閣による森友学園問題・加計学園問題への対応について、2017年のアンケートで「どちらともいえない」と回答[56]。
- 森友学園への国有地売却をめぐる公文書改竄問題で、それぞれ首相だった菅義偉、岸田文雄は再調査実施を否定した[76]。国の対応をどう考えるかとの問いに対し、2021年のアンケートで「これ以上、調査や説明は必要ない」と回答[63]。
- 「ドナルド・トランプ大統領を信頼できるか」との問いに対し、2017年のアンケートで「信頼できる」と回答[74]。
- 「公共事業による雇用確保は必要だ」について、2014年のアンケートで「どちらかと言えば賛成」と回答[48]。
- 2013年11月26日、特定秘密保護法案の採決で賛成票を投じている[77]。
- 「国会議員に定年を設けることの必要性をどう考えるか」について、2021年のアンケートで「どちらかといえば必要」と回答[62]。
- 労働者の解雇に関する規制を緩和することについて、2024年のアンケートで「やや反対」と回答[78]。
- 国内への外国人労働者受け入れへの賛否について、2024年のアンケートで「どちらとも言えない」と回答[78]。
- ChatGPTなどの生成AIについて、2024年のアンケートで「作業効率化やイノベーション創出につながるため、規制は最小限にすべきだ」という考えにやや近いと回答[78]。

## 人物
- 衆議院議員当選後は麻生派に所属。
- 安倍晋三から「一緒にいると、こっちもおおらかになる」と評された[79]。
- 高市早苗と交流が深く、2022年に中村は北海道内における高市早苗後援会の立ち上げ準備を進めた間柄でもあった[80]。
- 2021年現在も出身地である余市町に在住している[79]。
- トドの食害対策に関心を示しており、対策拡充を呼び掛けている[81]。
- 喫煙者であり、超党派の議員連盟であるもくもく会にも所属している[82]。
- 好きなゲーム・漫画・アニメとして、銀の匙を挙げている[83]。

## 所属団体・議員連盟
- 責任ある積極財政を推進する議員連盟（共同代表）
- 日本の未来を考える勉強会（副会長）
- 世界平和国会議員連合
- 自民党たばこ議員連盟[84]
- もくもく会[82]
- 日本会議国会議員懇談会[85]
- 神道政治連盟国会議員懇談会[85]
- みんなで靖国神社に参拝する国会議員の会[85]
- 水産物に親しむ給食プロジェクトチーム（座長）[86]
- 自民党パークゴルフ普及振興議員連盟[87]
- 石油流通問題議員連盟[88]
- 物流倉庫議員連盟[89]
- ジビエ議員連盟[90]
- 医師偏在と良質な地域医療を考える勉強会[91]
- 子どもの貧困対策推進議員連盟
- 有用微生物利活用推進議員連盟[92]
- アイヌ政策を推進する議員の会[1]
- 国際観光産業振興議員連盟[1]

## 選挙歴
| 当落 | 選挙                     | 執行日         | 年齢 | 選挙区               | 政党       | 得票数     | 得票率 | 定数 | 得票順位 /候補者数 | 政党内比例順位 /政党当選者数 |
| ---- | ------------------------ | -------------- | ---- | -------------------- | ---------- | ---------- | ------ | ---- | ------------------ | ---------------------------- |
| 当   | 2003年北海道議会議員選挙 | 2003年4月13日  | 42   | 後志総合振興局所管区 | 自由民主党 | 1万5006票  | 22.46% | 3    | 1/6                | /                            |
| 当   | 2007年北海道議会議員選挙 | 2007年4月8日   | 46   | 後志総合振興局所管区 | 自由民主党 | 1万7398票  | 27.21% | 3    | 1/4                | /                            |
| 当   | 2011年北海道議会議員選挙 | 2011年4月10日  | 50   | 後志総合振興局所管区 | 自由民主党 | ーー票     | ーー   | 3    | /3                 | /                            |
| 当   | 第46回衆議院議員総選挙   | 2012年12月16日 | 51   | 北海道第4区          | 自由民主党 | 7万9588票  | 44.22% | 1    | 1/4                | /                            |
| 当   | 第47回衆議院議員総選挙   | 2014年12月14日 | 53   | 北海道第4区          | 自由民主党 | 7万7690票  | 45.36% | 1    | 1/3                | /                            |
| 当   | 第48回衆議院議員総選挙   | 2017年10月22日 | 56   | 北海道第4区          | 自由民主党 | 10万4054票 | 45.92% | 1    | 1/3                | /                            |
| 当   | 第49回衆議院議員総選挙   | 2021年10月31日 | 60   | 北海道第4区          | 自由民主党 | 10万9326票 | 50.16% | 1    | 1/2                | /                            |
| 比当 | 第50回衆議院議員総選挙   | 2024年10月27日 | 63   | 北海道第4区          | 自由民主党 | 9万4090票  | 45.11% | 1    | 2/4                | 2/3                          |